# Estación Esquina Negra
Esquina Negra es una estación ferroviaria abandonada ubicada en el paraje rural del mismo nombre, en la localidad de Olmos, La Plata, Provincia de Buenos Aires, Argentina.

## Servicios
La estación formaba parte del ramal que, saliendo de González Catán, llegaba hasta la Estación La Plata (KM 88), correspondiente a la Compañía General de Ferrocarriles en la Provincia de Buenos Aires.
La estación funcionó hasta su fecha de clausura en 1948. Desde entonces el recorrido hacia González Catán se hizo por las vías del Ferrocarril Provincial vía Empalme Etcheverry.